# Miranda do Douro
Miranda do Douro (em mirandés Miranda de l Douro) é uma cidade raiana portuguesa de 1897 habitantes (2021), localizada na sub-região das Terras de Trás-os-Montes, pertencendo à região do Norte e ao Distrito de Bragança.
É sede do Município de Miranda do Douro que tem uma área total de 487,18 km2, 6.466 habitantes em 2021 e uma densidade populacional de 13 habitantes por km2, subdividido em 13 freguesias. O município é limitado a norte e leste pela região espanhola de Castela e Leão, a sudoeste pelo município de Mogadouro e a noroeste por Vimioso.

## Evolução da População do Município
(Obs.: Número de habitantes "residentes", ou seja, que tinham a residência oficial neste município à data em que os censos se realizaram.)
| Número de habitantes por Grupo Etário | Número de habitantes por Grupo Etário | Número de habitantes por Grupo Etário | Número de habitantes por Grupo Etário | Número de habitantes por Grupo Etário | Número de habitantes por Grupo Etário | Número de habitantes por Grupo Etário | Número de habitantes por Grupo Etário | Número de habitantes por Grupo Etário | Número de habitantes por Grupo Etário | Número de habitantes por Grupo Etário | Número de habitantes por Grupo Etário | Número de habitantes por Grupo Etário | Número de habitantes por Grupo Etário |
| ------------------------------------- | ------------------------------------- | ------------------------------------- | ------------------------------------- | ------------------------------------- | ------------------------------------- | ------------------------------------- | ------------------------------------- | ------------------------------------- | ------------------------------------- | ------------------------------------- | ------------------------------------- | ------------------------------------- | ------------------------------------- |
|                                       | 1900                                  | 1911                                  | 1920                                  | 1930                                  | 1940                                  | 1950                                  | 1960                                  | 1970                                  | 1981                                  | 1991                                  | 2001                                  | 2011                                  | 2021                                  |
| 0-14 Anos                             | 3590                                  | 4029                                  | 3698                                  | 3738                                  | 4238                                  | 4043                                  | 6273                                  | 2980                                  | 2172                                  | 1398                                  | 915                                   | 730                                   | 561                                   |
| 15-24 Anos                            | 1805                                  | 1741                                  | 1799                                  | 1907                                  | 2086                                  | 2353                                  | 3185                                  | 1490                                  | 1653                                  | 1220                                  | 1008                                  | 653                                   | 486                                   |
| 25-64 Anos                            | 4712                                  | 4840                                  | 4555                                  | 4660                                  | 5358                                  | 5609                                  | 8573                                  | 5050                                  | 4655                                  | 4351                                  | 3967                                  | 3676                                  | 2907                                  |
| = ou > 65 Anos                        | 531                                   | 583                                   | 644                                   | 701                                   | 816                                   | 854                                   | 941                                   | 1160                                  | 1468                                  | 1728                                  | 2158                                  | 2423                                  | 2509                                  |

(Obs: De 1900 a 1950 os dados referem-se à população "de facto", ou seja, que estava presente no município à data em que os censos se realizaram. Daí que se registem algumas diferenças relativamente à designada população residente)

## Freguesias

Freguesias do Município.

### Freguesias atuais
As 13 freguesias de Miranda do Douro (com os nomes em mirandês entre parênteses) são as seguintes:
- Constantim e Cicouro (Custantin i Cicuiro)
- Duas Igrejas (Dues Eigreijas)
- Genísio (Zenízio)
- Ifanes e Paradela (Anfainç i Paradela)
- Malhadas (Malhadas)
- Miranda do Douro (Miranda de l Douro)
- Palaçoulo (Palaçuolo)
- Picote (Picuote)
- Póvoa (Pruoba)
- São Martinho de Angueira (San Martino de Angueira)
- Sendim e Atenor (Sendin i Atanor)
- Silva e Águas Vivas (Silba i Augas Bibas)
- Vila Chã de Braciosa (Bila Chana de Barceosa)

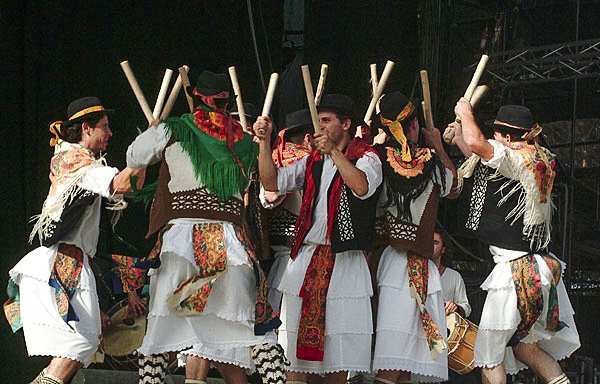
Pauliteiros.

### Freguesias anexadas
- Águas Vivas (Augas Bibas)
- Atenor (Atanor)
- Cicouro (Cicuiro)
- Constantim (Custantin)
- Ifanes (Anfainç)
- Paradela (Paradela)
- Sendim (Sendin)
- Silva (Silba)

### Aldeias de várias freguesias

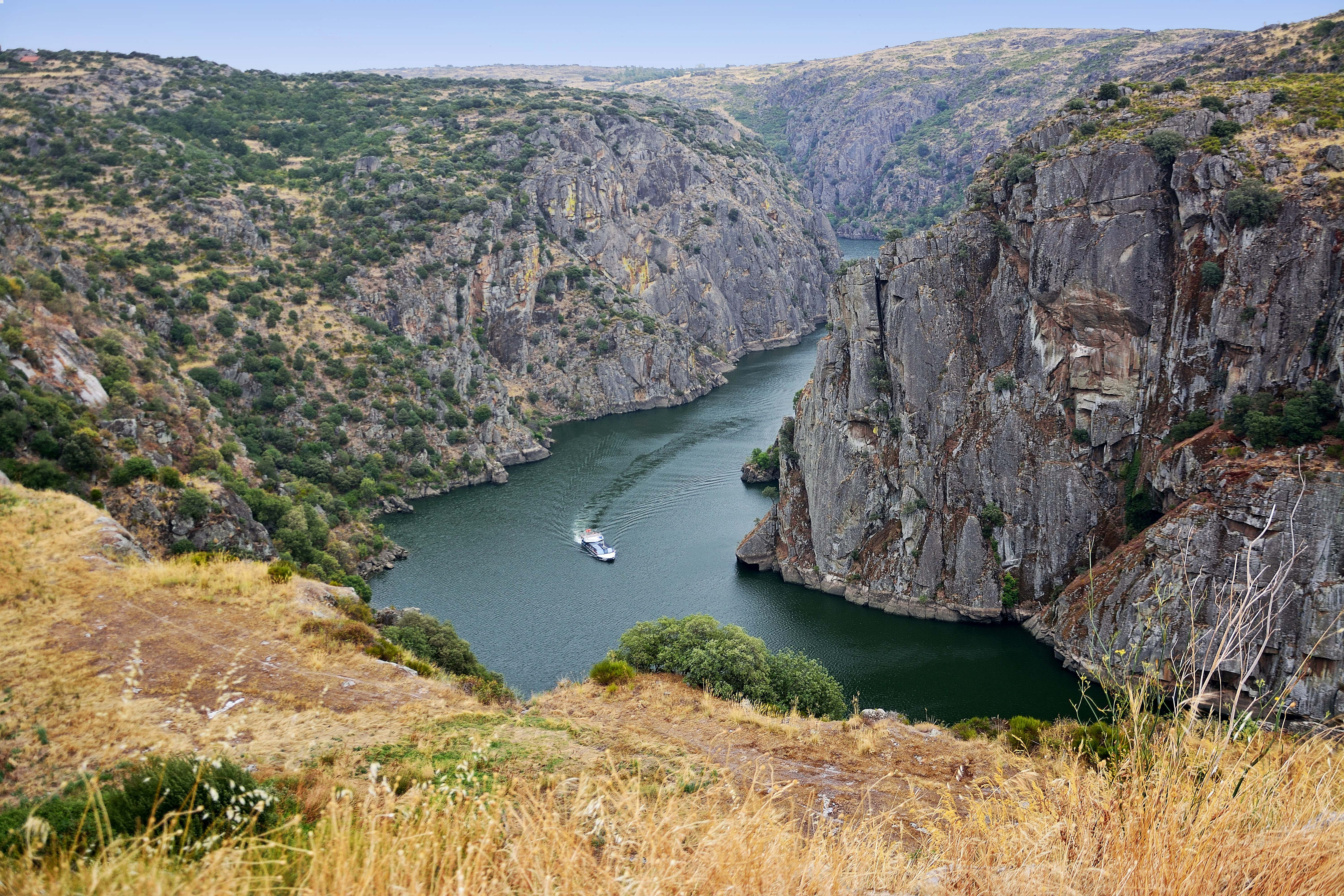
Rio Douro nas arribas.

- Aldeia Nova - Miranda do Douro (Aldé Nouba)
- Barrocal do Douro - Picote (Barrocal de l Douro)
- Cércio - Duas Igrejas (Cérceno)
- Especiosa - Genísio (Speciosa)
- Fonta da Aldeia - Vila Chã da Braciosa (Fuonte de la Aldé)
- Fonte Ladrão - Silva (Fuonte Ladron)
- Freixiosa - Vila Chã da Braciosa (Freixenosa)
- Granja - Silva (Granja)
- Palancar - Miranda do Douro (Palancar)
- Pena Branca - Miranda do Douro (Peinha Branca)
- Prado Gatão - Palaçoulo (Prado Gaton)
- Teixeira - Atenor (Teixeira)
- Vale de Águia - Miranda do Douro (Bal de Águila)
- Vale de Mira - Duas Igrejas (Bal de Mira)

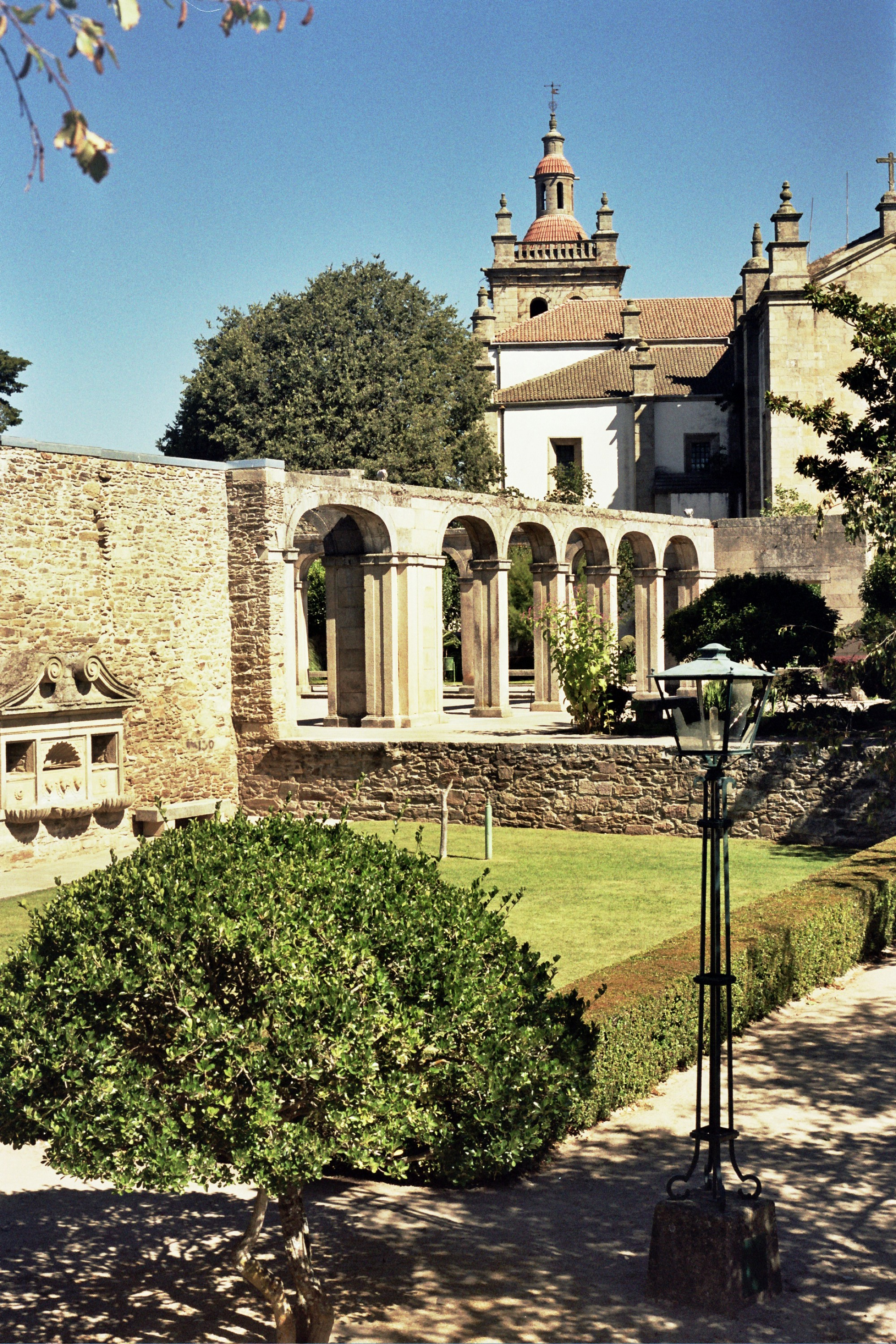
Palácio do Bispo.

## Património
- Sé de Miranda do Douro ou Antiga Sé de Miranda do Douro
- Castelo de Miranda do Douro
- Ermitério Os Santos

## Clima
Miranda do Douro possui um clima mediterrânico do tipo Csb, ou seja, com verões amenos. Dias com mais de 30 ºC ocorrem com alguma frequência, cerca de 35 por ano em média, e os verões são secos, mas com noites frescas. Os invernos são muito frios e mais chuvosos, sendo que dias abaixo de 0 ºC ocorrem com frequência, cerca de 58 por ano e mais de metade dos dias de janeiro.
| Dados climatológicos para Miranda do Douro                          | Dados climatológicos para Miranda do Douro | Dados climatológicos para Miranda do Douro | Dados climatológicos para Miranda do Douro | Dados climatológicos para Miranda do Douro | Dados climatológicos para Miranda do Douro | Dados climatológicos para Miranda do Douro | Dados climatológicos para Miranda do Douro | Dados climatológicos para Miranda do Douro | Dados climatológicos para Miranda do Douro | Dados climatológicos para Miranda do Douro | Dados climatológicos para Miranda do Douro | Dados climatológicos para Miranda do Douro | Dados climatológicos para Miranda do Douro |
| Mês                                                                 | Jan                                        | Fev                                        | Mar                                        | Abr                                        | Mai                                        | Jun                                        | Jul                                        | Ago                                        | Set                                        | Out                                        | Nov                                        | Dez                                        | Ano                                        |
| ------------------------------------------------------------------- | ------------------------------------------ | ------------------------------------------ | ------------------------------------------ | ------------------------------------------ | ------------------------------------------ | ------------------------------------------ | ------------------------------------------ | ------------------------------------------ | ------------------------------------------ | ------------------------------------------ | ------------------------------------------ | ------------------------------------------ | ------------------------------------------ |
| Temperatura máxima média (°C)                                       | 8,2                                        | 11                                         | 14,1                                       | 15,6                                       | 19,3                                       | 24,7                                       | 28,8                                       | 28,9                                       | 24,9                                       | 18,4                                       | 12,6                                       | 9,2                                        | 18                                         |
| Temperatura média (°C)                                              | 4,1                                        | 6,1                                        | 8,3                                        | 10                                         | 13,4                                       | 17,9                                       | 21,2                                       | 21,1                                       | 17,9                                       | 12,7                                       | 7,8                                        | 5,4                                        | 12,2                                       |
| Temperatura mínima média (°C)                                       | 0                                          | 1,1                                        | 2,5                                        | 4,4                                        | 7,6                                        | 11,1                                       | 13,5                                       | 13,4                                       | 11                                         | 7,2                                        | 3,1                                        | 1,5                                        | 6,4                                        |
| Precipitação (mm)                                                   | 62,9                                       | 54,2                                       | 29,9                                       | 56,4                                       | 59,3                                       | 35,9                                       | 16,3                                       | 14,4                                       | 33,8                                       | 60,5                                       | 61,7                                       | 76,4                                       | 561,7                                      |
| Fonte: Instituto Português do Mar e da Atmosfera 14 de maio de 2020 |                                            |                                            |                                            |                                            |                                            |                                            |                                            |                                            |                                            |                                            |                                            |                                            |                                            |

## Economia
No município de Miranda do Douro encontram-se indústrias complementares, nomeadamente a tanoaria em Palaçoulo e a produção de cortiça.

## Turismo

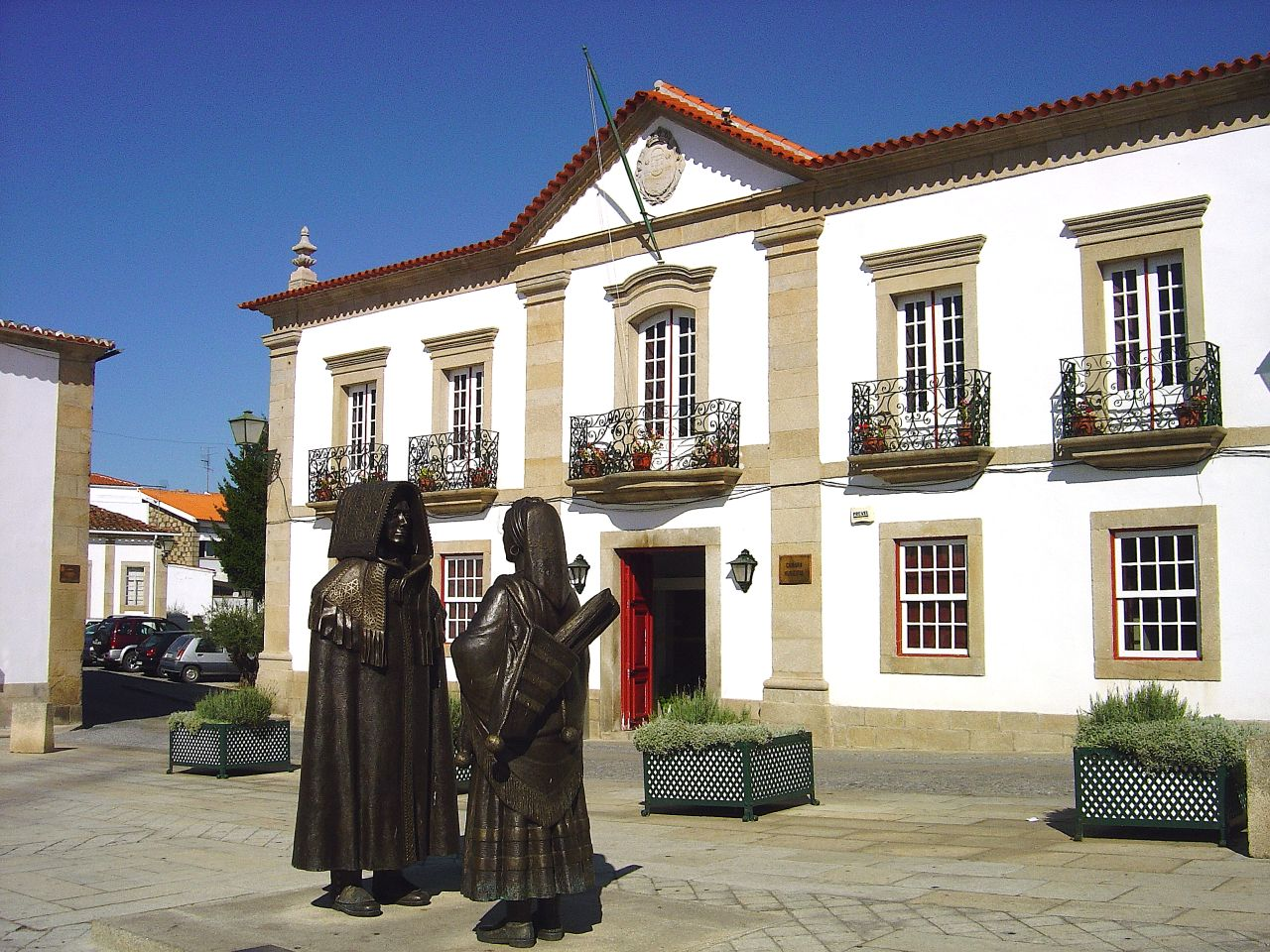
Câmara Municipal.

- Museu da Terra de Miranda
- Centro Ambiental Hispano-Luso
- Ecomuseu Terra Mater
- Barragem de Picote

## Cultura
A música tradicional de Miranda do Douro é composta por gaiteiros, tamborileiros, pauliteiros e danças mistas.

### Eventos
- Festival Intercéltico de Sendim
- Festival L Burro i L Gueiteiro[9]

### Capas de Honra Mirandesa
A Capa de Honra é um ícone da identidade mirandesa, sendo feita de pura lã de ovelha (burel). Requer um trabalho minucioso por parte de quem a confecciona, devido à sua complexidade. Segundo os artesãos que ainda a fabricam, o seu preço pode ir além dos 600 euros.

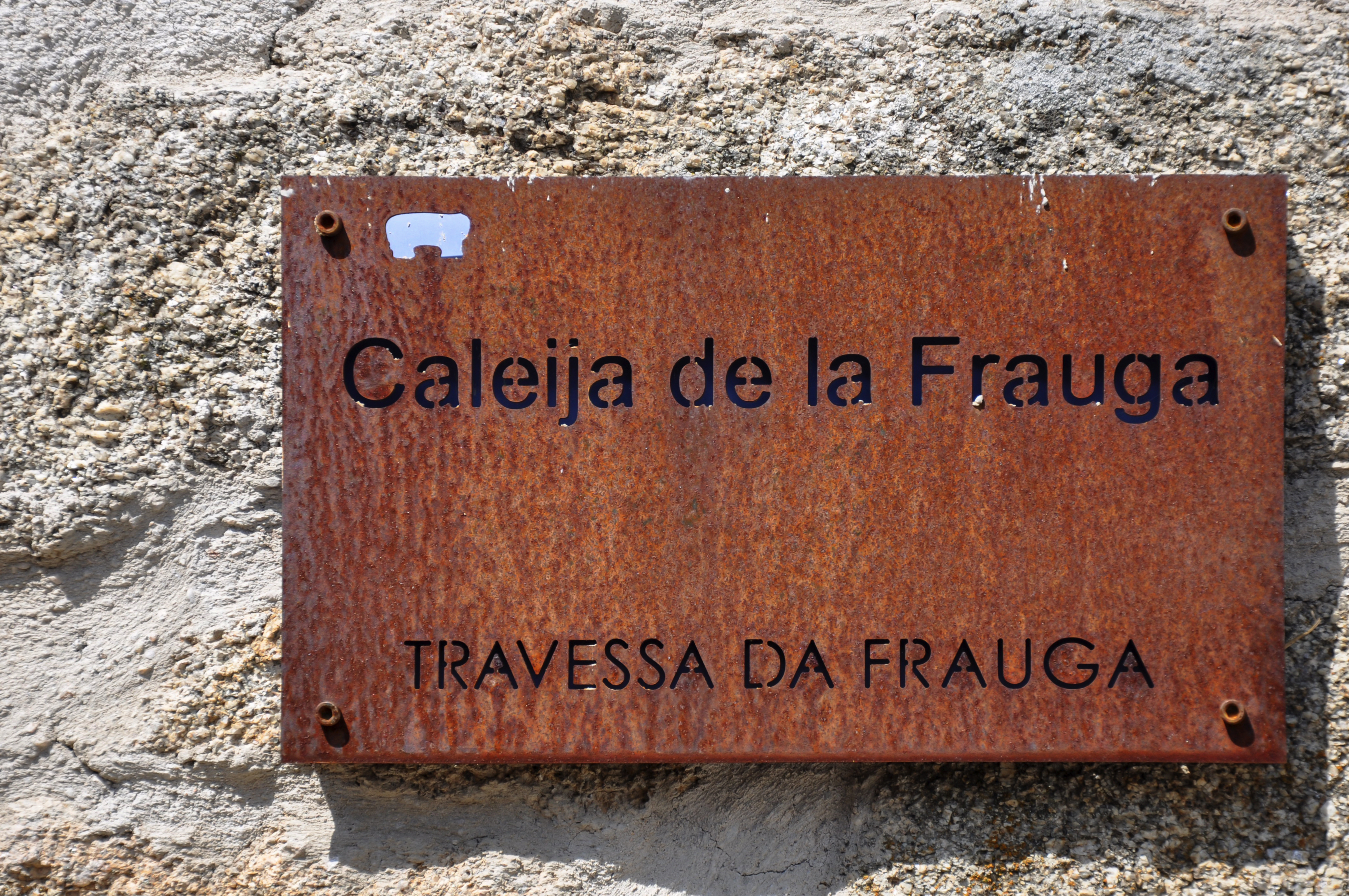
Sinal de rua bilíngüe.

Actualmente, é apenas utilizada em cerimónias protocolares ou actos de importância relevante.
A capa de honras mirandesa tem origem na região espanhola de Leão. A sua origem remontará aos séculos nove ou 10, portanto medieval, tendo origem na ‘capa de chiba’, que traduzido do espanhol para português quer dizer ‘capa de cabra’.

### Filmes rodados em Miranda do Douro
- Guerra do Mirandum (1981), de Fernando Matos Silva[11]

## Gastronomia
A gastronomia mirandesa inclui como pratos ex-libris a posta à mirandesa, a vitela mirandesa, o cordeiro mirandês (raças DOP) e o porco com todos os seus derivados. Um dos produtos locais mais afamados é a tabafeia, um enchido fumado, de carne de aves e porco, pão regional de trigo, azeite, condimentado com sal, alho,
colorau ou pimenta e salsa.
Na doçaria tradicional destacam-se os roscos, os sodos, os dormidos e a deliciosa bola doce.
Por último, é importante mencionar o bom vinho que se produz na região.

## Equipamentos

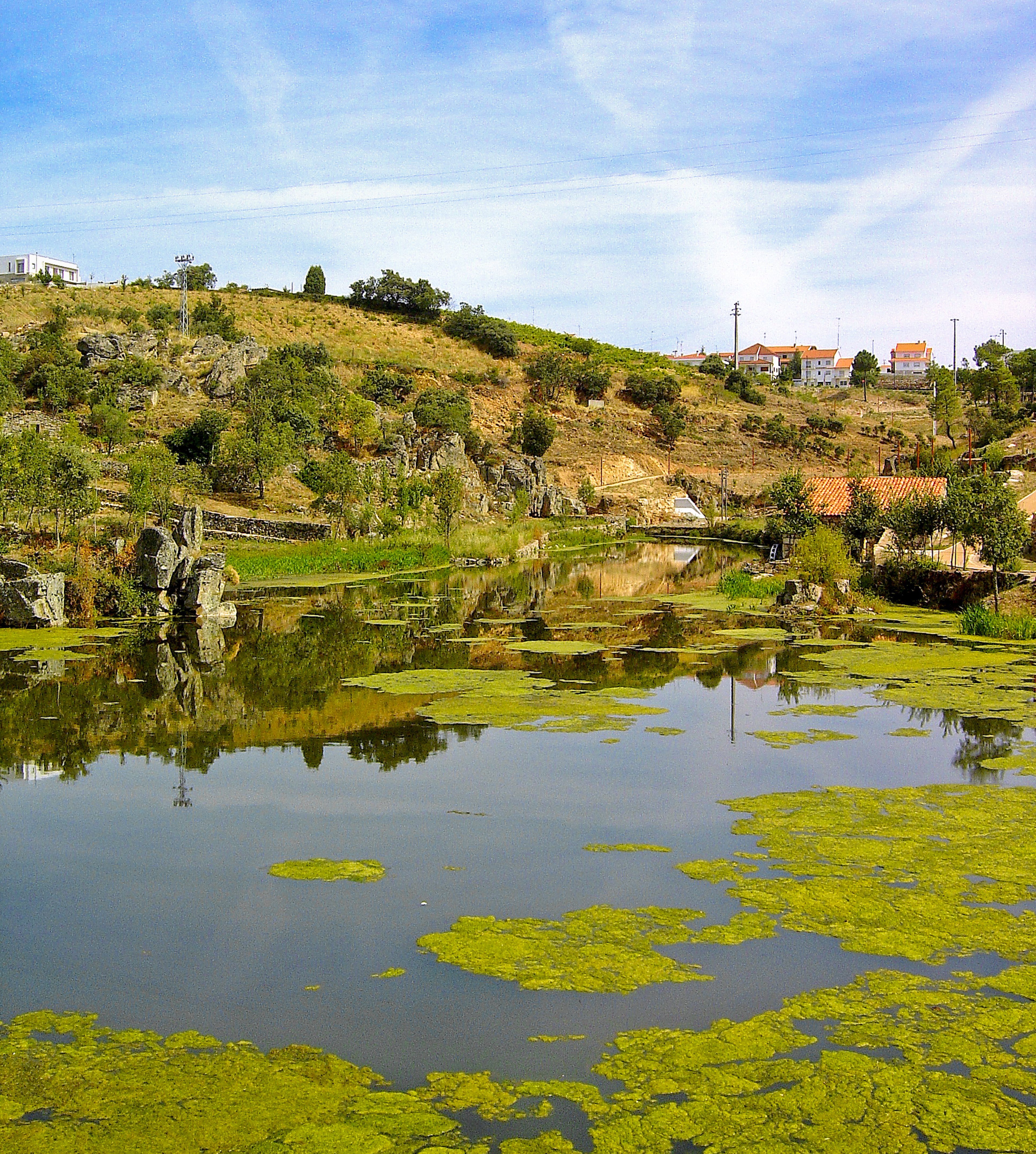
Parque Urbano do Rio Fresno.

### Segurança

#### Quartéis de Bombeiros
- Bombeiros Voluntários de Miranda do Douro
- Bombeiros Voluntários de Sendim

#### Postos Territoriais da GNR
- Posto Territorial de Miranda do Douro
- Posto Territorial de Sendim

### Saúde

#### Centros de Saúde
- Centro de Saúde de Miranda do Douro

## Ensino

### Ensino Pré-Escolar

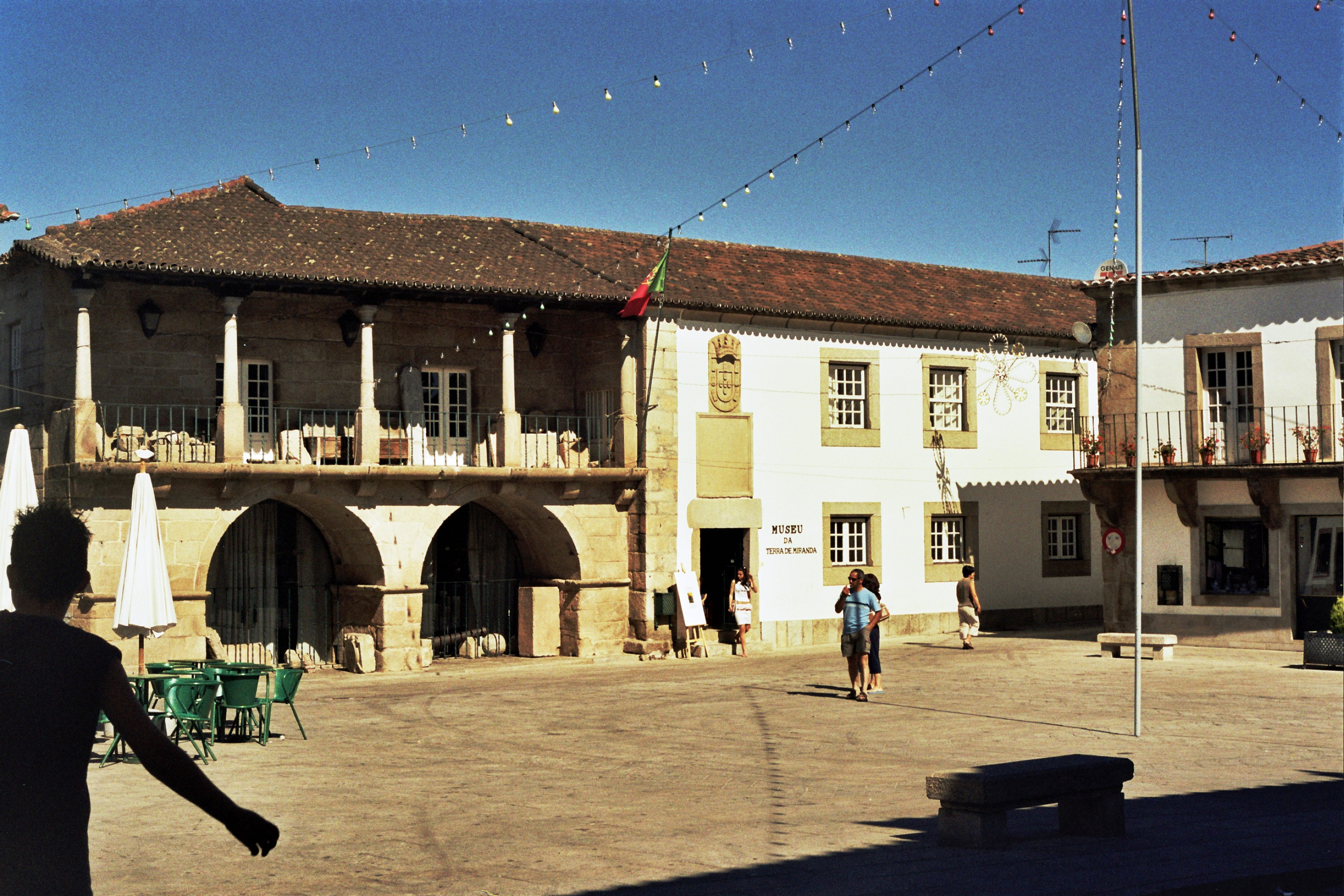
Museu da Terra de Miranda.

- Jardim de Infância de Miranda do Douro
- Jardim de Infância de Sendim
- Jardim de Infância de Palaçoulo
- Jardim de Infância da Santa Casa da Misericórdia de Miranda do Douro

### Ensino Primário
- Escola Primária de Miranda do Douro
- Escola Primária de Sendim
- Escola Primária de Palaçoulo

### Ensino de 2º, 3º Ciclo e Secundário
- Escola Básica e Secundária de Miranda do Douro
- Escola Básica de Sendim [Sem secundário]

## Línguas
Nesta região, além do português, fala-se o mirandês, segunda língua oficial em Portugal e que se trata de uma variante local da antiga língua asturo-leonesa, própria do antigo Reino de Leão.

## Política

### Eleições autárquicas[12]

#### Câmara Municipal
| Data | %      | V      | %     | V     | %       | V       | %            | V            | %              | V   | %    | V   | %              | V   | %              | V   | %              | V       | %  | V  | Participação |                |
| Data | CDS-PP | CDS-PP | PS    | PS    | PPD/PSD | PPD/PSD | FEPU/APU/CDU | FEPU/APU/CDU | AD             | AD  | PPM  | PPM | BE             | BE  | MPT            | MPT | PSD-CDS        | PSD-CDS | CH | CH | Participação |                |
| ---- | ------ | ------ | ----- | ----- | ------- | ------- | ------------ | ------------ | -------------- | --- | ---- | --- | -------------- | --- | -------------- | --- | -------------- | ------- | -- | -- | ------------ | -------------- |
| Data | 1976   | 35,74  | 2     | 33,24 | 2       | 18,68   | 1            | 4,03         | -              |     |      |     |                |     |                |     |                |         |    |    |              | 46,85 / 100,00 |
| 1979 | 26,88  | 1      | 33,81 | 2     | 32,37   | 2       | 2,55         | -            | 64,50 / 100,00 |     |      |     |                |     |                |     |                |         |    |    |              |                |
| 1982 | AD     | AD     | 47,30 | 3     | AD      | AD      | 1,55         | -            | 45,21          | 2   | AD   | AD  | 70,31 / 100,00 |     |                |     |                |         |    |    |              |                |
| 1985 |        |        | 46,82 | 2     | 47,04   | 3       | 1,38         | -            |                |     |      |     | 64,29 / 100,00 |     |                |     |                |         |    |    |              |                |
| 1989 | 3,11   | -      | 53,58 | 3     | 37,78   | 2       | 0,98         | -            | 72,69 / 100,00 |     |      |     |                |     |                |     |                |         |    |    |              |                |
| 1993 | 1,62   | -      | 56,01 | 3     | 37,65   | 2       | 0,73         | -            | 70,71 / 100,00 |     |      |     |                |     |                |     |                |         |    |    |              |                |
| 1997 |        |        | 45,19 | 2     | 49,77   | 3       | 0,81         | -            | 68,09 / 100,00 |     |      |     |                |     |                |     |                |         |    |    |              |                |
| 2001 | 3,01   | -      | 35,92 | 2     | 56,59   | 3       | 0,72         | -            | 71,59 / 100,00 |     |      |     |                |     |                |     |                |         |    |    |              |                |
| 2005 | 3,24   | -      | 38,75 | 2     | 52,36   | 3       | 0,77         | -            | 70,68 / 100,00 |     |      |     |                |     |                |     |                |         |    |    |              |                |
| 2009 |        |        | 52,62 | 3     | 44,05   | 2       | 0,78         | -            | 70,74 / 100,00 |     |      |     |                |     |                |     |                |         |    |    |              |                |
| 2013 | 1,66   | -      | 50,27 | 3     | 42,33   | 2       | 0,65         | -            | CDS            | CDS | 0,61 | -   | CDS            | CDS | 69,38 / 100,00 |     |                |         |    |    |              |                |
| 2017 | PSD    | PSD    | 49,46 | 3     | CDS     | CDS     | 1,07         | -            |                |     |      |     |                |     | 45,27          | 2   | 69,52 / 100,00 |         |    |    |              |                |
| 2021 | PSD    | PSD    | 41,12 | 2     | CDS     | CDS     | 0,86         | -            | 54,15          | 3   | 0,51 | -   | 72,41 / 100,00 |     |                |     |                |         |    |    |              |                |

#### Assembleia Municipal
| Data | %      | D      | %     | D     | %            | D            | %              | D  | %              | D   | %              | D   | %              | D   | %              | D   | %              | D       | %  | D  | Participação |                |
| Data | CDS-PP | CDS-PP | PSD   | PSD   | FEPU/APU/CDU | FEPU/APU/CDU | PS             | PS | AD             | AD  | PPM            | PPM | BE             | BE  | MPT            | MPT | PSD-CDS        | PSD-CDS | CH | CH | Participação |                |
| ---- | ------ | ------ | ----- | ----- | ------------ | ------------ | -------------- | -- | -------------- | --- | -------------- | --- | -------------- | --- | -------------- | --- | -------------- | ------- | -- | -- | ------------ | -------------- |
| Data | 1976   | 38,18  | 9     | 26,83 | 6            | 11,79        | 2              |    |                |     |                |     |                |     |                |     |                |         |    |    |              | 46,85 / 100,00 |
| 1979 | 27,58  | 7      | 33,20 | 9     | 3,99         | 1            | 30,04          | 8  | 64,50 / 100,00 |     |                |     |                |     |                |     |                |         |    |    |              |                |
| 1982 | AD     | AD     | AD    | AD    | 2,28         | -            | 42,92          | 12 | 47,54          | 13  | AD             | AD  | 70,31 / 100,00 |     |                |     |                |         |    |    |              |                |
| 1985 |        |        | 48,53 | 9     | 1,83         | -            | 44,66          | 8  |                |     |                |     | 64,29 / 100,00 |     |                |     |                |         |    |    |              |                |
| 1989 | 4,06   | -      | 37,24 | 7     | 1,07         | -            | 52,66          | 10 | 72,69 / 100,00 |     |                |     |                |     |                |     |                |         |    |    |              |                |
| 1993 | 2,01   | -      | 38,50 | 7     | 0,94         | -            | 54,42          | 10 | 70,71 / 100,00 |     |                |     |                |     |                |     |                |         |    |    |              |                |
| 1997 |        |        | 49,09 | 9     | 1,32         | -            | 45,04          | 8  | 68,09 / 100,00 |     |                |     |                |     |                |     |                |         |    |    |              |                |
| 2001 | 55,99  | 11     | 1,38  | -     | 38,26        | 7            | 71,59 / 100,00 |    |                |     |                |     |                |     |                |     |                |         |    |    |              |                |
| 2005 | 3,96   | -      | 49,91 | 10    | 1,70         | -            | 39,17          | 8  | 70,68 / 100,00 |     |                |     |                |     |                |     |                |         |    |    |              |                |
| 2009 |        |        | 44,73 | 9     | 0,63         | -            | 49,68          | 9  | 1,76           | -   | 70,74 / 100,00 |     |                |     |                |     |                |         |    |    |              |                |
| 2013 | 1,88   | -      | 42,26 | 7     | 0,81         | -            | 48,70          | 8  | CDS            | CDS | 1,50           | -   | CDS            | CDS | 69,35 / 100,00 |     |                |         |    |    |              |                |
| 2017 | PSD    | PSD    | CDS   | CDS   | 1,05         | -            | 47,49          | 8  |                |     |                |     |                |     | 46,74          | 7   | 69,52 / 100,00 |         |    |    |              |                |
| 2021 | PSD    | PSD    | CDS   | CDS   | 1,11         | -            | 42,11          | 7  | 52,08          | 8   | 0.79           | -   | 72,37 / 100,00 |     |                |     |                |         |    |    |              |                |

### Eleições legislativas
| Data | %       | %       | %     | %     | %    | %     | %       | %     | %    | %     | %    | %       | % | %   | %  | %  |  |
| Data | PSD     | CDS     | PS    | UDP   | PCP  | AD    | APU/CDU | FRS   | PRD  | PSN   | B.E. | PSD CDS | L | PAN | CH | IL |  |
| ---- | ------- | ------- | ----- | ----- | ---- | ----- | ------- | ----- | ---- | ----- | ---- | ------- | - | --- | -- | -- |  |
| Data | 1976    | 28,86   | 27,48 | 24,34 | 2,03 | 1,95  |         |       |      |       |      |         |   |     |    |    |  |
| 1979 | AD      | AD      | 20,89 | 3,31  | APU  | 59,27 | 4,38    |       |      |       |      |         |   |     |    |    |  |
| 1980 | AD      | AD      | FRS   | 2,10  | APU  | 62,73 | 3,28    | 20,96 |      |       |      |         |   |     |    |    |  |
| 1983 | 38,46   | 16,98   | 31,58 | 0,72  | APU  |       | 3,14    |       |      |       |      |         |   |     |    |    |  |
| 1985 | 43,68   | 11,08   | 25,33 | 1,19  | APU  | 3,74  | 5,13    |       |      |       |      |         |   |     |    |    |  |
| 1987 | 58,23   | 5,88    | 23,01 | 0,95  | CDU  | 2,28  | 1,07    |       |      |       |      |         |   |     |    |    |  |
| 1991 | 56,59   | 5,63    | 28,62 |       | CDU  | 1,71  | 0,59    | 1,73  |      |       |      |         |   |     |    |    |  |
| 1995 | 46,14   | 5,21    | 43,21 | 0,49  | CDU  | 0,90  |         |       |      |       |      |         |   |     |    |    |  |
| 1999 | 48,37   | 5,10    | 40,43 |       | CDU  | 1,36  | 0,35    | 0,74  |      |       |      |         |   |     |    |    |  |
| 2002 | 54,72   | 7,87    | 31,21 | 1,13  | CDU  |       | 0,92    |       |      |       |      |         |   |     |    |    |  |
| 2005 | 38,45   | 8,55    | 44,61 | 0,92  | CDU  | 2,10  |         |       |      |       |      |         |   |     |    |    |  |
| 2009 | 40,12   | 7,96    | 39,95 | 1,09  | CDU  | 5,17  |         |       |      |       |      |         |   |     |    |    |  |
| 2011 | 53,94   | 7,13    | 28,54 | 1,27  | CDU  | 1,73  |         |       |      |       |      |         |   |     |    |    |  |
| 2015 | PSD/CDS | PSD/CDS | 37,25 | 1,43  | CDU  | 4,04  | 49,26   | 0,43  | 0,26 |       |      |         |   |     |    |    |  |
| 2019 | 42,77   | 3,59    | 37,86 | 1,05  | CDU  | 4,22  |         | 0,27  | 1,14 | 0,78  | 0,27 |         |   |     |    |    |  |
| 2022 | 48,16   | 1,85    | 36,51 | 0,44  | CDU  | 2,07  | 0,30    | 0,50  | 5,80 | 0,99  |      |         |   |     |    |    |  |
| 2024 | AD      | AD      | 30,32 | 43,08 | CDU  | 0,40  | 2,17    | 1,15  | 0,78 | 13,59 | 1,45 |         |   |     |    |    |  |

## Geminações
- Aranda de Duero, Espanha
- Bimenes, Espanha
- Orthez, França

## Acessos
- IC5
  - Duas Igrejas (Miranda do Douro) - Mogadouro - Alfândega da Fé - Vila Flor - Carrazeda de Ansiães - Pópulo (Alijó)
- EN221
  - Miranda do Douro - Mogadouro - Freixo de Espada á Cinta - Figueira Castelo Rodrigo - Pinhel - Guarda
- EN218
  - Miranda do Douro - Malhadas - Genísio - Vimioso - Carção - Argozelo - A4

## Filhos ilustres
- ver Biografias de mirandenses